# Sorgens maske
Sorgens maske (russisk: Маска скорби, Maska skorbi) er et monument placeret på en bakke over Magadan, Rusland, til minde om de mange fanger, der led og døde i Gulag-fangelejrene i Kolyma-regionen i Sovjetunionen i løbet af 1930'erne, 1940'erne og 1950'erne.
Den består af en stor betonstatue af et ansigt, med tårer fra venstre øje i form af små masker. Det højre øje er formet som et vindue med tremmer for. Bagsiden portrætterer en grædende ung kvinde og en mand på et kors med hovedet hængende bagud. Indeni er en gengivelse af en typisk Stalin-æra fængselscelle. Under Sorgens maske er der stenmarkører, der bærer navnene på mange af tvangsarbejdslejrene i Kolyma, såvel som andre, der angiver de forskellige religioner og politiske systemer for dem, der led der.
Statuen blev afsløret den 12. juni 1996 med hjælp fra Ruslands regering og økonomiske bidrag fra syv russiske byer, herunder Magadan. Designet blev skabt af billedhuggeren Ernst Neizvestny, hvis forældre blev ofre for de stalinistiske udrensninger i 1930'erne; monumentet blev bygget af Kamil Kazaev.  Den er 15 meter høj og fylder 56 kubikmeter.

## Galleri
- Monumentet set nedefra.
- Bagsiden af monumentet, der viser en grædende ung kvinde og et beskadiget krucifiks.
- Et af mange religiøse symboler, hugget ind i sten, der sidder på siden af stien op til Sorgens maske. Dette er et østortodoks kors.